# Pristin V
Pristin V (tiếng Hàn: 프리스틴 V) là một nhóm nhỏ của nhóm nhạc nữ Hàn Quốc Pristin được thành lập bởi công ty Pledis Entertainment vào năm 2018. Nhóm bao gồm 5 thành viên: Im Na-young, Kim Min-keyung, Jung Eun-woo, Rena và Joo Kyul-kyung. Nhóm ra mắt vào ngày 28 tháng 5 với đĩa đơn "Like A V".

## Lịch sử nhóm

### 2018: Ra mắt vớiLike a V
Vào ngày 17 tháng 5, Pledis Entertainment phát hành một teaser xác nhận rằng Pristin sẽ ra mắt nhóm nhỏ đầu tiên. Thành viên đã được tiết lộ thông qua teaser có tiêu đề "Find out the V" một sự kiện ngoại tuyến, nơi "các vật liệu bí ẩn như các mảnh ghép với dấu 'V' trên đó 5 lần cùng với ngày và ký tự" được đăng. Mỗi mảnh ghép sau đó dẫn người hâm mộ đến 5 ga tàu điện ngầm khác nhau:  Ga Ga-yang, ga Sindorim, ga Suwon, ga Gangnam và ga Đại học Konkuk, nơi 1 thành viên của nhóm sẽ được tiết lộ . Ngay sau khi teaser cả cá nhân và nhóm bắt đầu được phát hành, cùng với đĩa đơn đầu tiên Like a V . Vào ngày 28 tháng 5, album đầu tiên của nhóm được phát hành, cùng với video âm nhạc của ca khúc chủ đề trong album, "Get It".

## Thành viên
| Nghệ danh | Nghệ danh | Tên khai sinh                    | Tên khai sinh | Tên khai sinh | Tên khai sinh   | Ngày sinh         | Nơi sinh                           | Quốc tịch  | Vai trò                                                 |
| Latinh    | Hangul    | Latinh                           | Hangul        | Hanja         | Hán-Việt        | Ngày sinh         | Nơi sinh                           | Quốc tịch  | Vai trò                                                 |
| Nayoung   | 나영      | Im Na-young                      | 임나영        | 林娜榮        | Lâm Nhã Anh     | 18 tháng 12, 1995 | Gwanak-gu, Seoul, Hàn Quốc         | Hàn Quốc   | Trưởng nhóm, Nhảy dẫn, Rap dẫn, Hát phụ                 |
| Roa       | 로아      | Kim Min-kyeong                   | 김민경        | 金珉炅        | Kim Mẫn Quỳnh   | 29 tháng 7, 1997  | Chuncheon, Gangwon-do, Hàn Quốc    | Hàn Quốc   | Hát dẫn, Visual                                         |
| Eunwoo    | 은우      | Jung Eun-woo                     | 정은우        | 鄭銀雨        | Trịnh Ân Vũ     | 1 tháng 7, 1998   | Bucheon, Gyeonggi-do, Hàn Quốc     | Hàn Quốc   | Hát chính                                               |
| Rena      | 레나      | Kang Ye-bin                      | 강예빈        | 康叶斌        | Khương Dự Bân   | 19 tháng 10, 1998 | Ilsan-gu, Gyeonggi, Hàn Quốc       | Hàn Quốc   | Rap chính, Nhảy dẫn, Hát phụ                            |
| Kyulkyung | 결경      | Joo Kyeol-kyeong / Zhou Jieqiong | 주결경        | 周洁琼        | Chu Khiết Quỳnh | 16 tháng 12, 1998 | Thai Châu, Chiết Giang, Trung Quốc | Trung Quốc | Nhảy chính, Hát phụ, Visual, Gương mặt đại diện, Maknae |

## Danh sách đĩa nhạc

### Album
| Tên      | Chi tiết | Vị trí cao nhất | Vị trí cao nhất | Doanh số       |
| Tên      | Chi tiết | KOR             | TW              | Doanh số       |
| -------- | --- | --------------- | --------------- | -------------- |
| Like a V | - Phát hành: 28 tháng 5, 2018 - Hãng đĩa: Pledis Entertainment, Kakao M - Định dạng: CD, tải nhạc kĩ thuật số Danh sách bài hát 1. "네 멋대로" ("Get It") 2. "Spotlight" | 5               | 18              | - KOR: 18,301+ |

### Đĩa đơn
| Tên                  | Năm  | Vị trí cao nhất | Album    |
| Tên                  | Năm  | KOR             | Album    |
| -------------------- | ---- | --------------- | -------- |
| "Get It" (네 멋대로) | 2018 | —               | Like a V |

## Danh sách phim

### Video âm nhạc
| Năm  | Tên                         | Đạo diễn                          | Chú thích |
| ---- | --------------------------- | --------------------------------- | --------- |
| 2018 | "Get It" (네 멋대로)        | Beomjin (VM Project Architecture) |           |
| 2018 | "Spotlight" (Special Video) | Jaehyun Ahn (METAOLOZ)            | [ 9 ]     |

1. ↑  "Get It" did not enter the Gaon Digital Chart, but debuted and peaked at number sixty-six on the Gaon Download Chart.[8]